# Sambú
Sambú – miejscowość i corregimiento w Panamie, w dystrykcie Chepigana w prowincji Darién. W 2010 roku populacja wynosiła 931 osób.
Miejscowość położona jest u zbiegu rzek Sábalo i Sambú. Po drugiej stronie Sábalo znajduje się Puerto Indio. Sambú zamieszkane jest przez Indian Embera, Wounan, metysów oraz ludność pochodzenia afrykańskiego.
W miejscowości znajduje się lotnisko (kod IATA: SAX).